# Park Narodowy Sierra de la Macarena
Park Narodowy Sierra de la Macarena (hiszp. Parque nacional natural Sierra de la Macarena) – park narodowy w Kolumbii położony w departamentach Meta i Guaviare. Został utworzony 31 grudnia 1971 roku i zajmuje obszar 6194,39 km². W 2005 roku został zakwalifikowany przez BirdLife International jako ostoja ptaków IBA.  Od zachodu i południa graniczy z Parkiem Narodowym Tinigua. 

## Opis
Park obejmuje odizolowane pasmo górskie Sierra de la Macarena, położone na wschód od Kordyliery Wschodniej, w dorzeczach rzek Guaviare, Guape, Güejar i Guayabero. Najwyższe szczyty pasma mają prawie 2200 m n.p.m. Park znajduje się na pograniczu Andów, Niziny Amazonki i Niziny Orinoko co powoduje dużą różnorodność fauny i flory. 83 procent powierzchni parku pokrywa wilgotny las równikowy. Występują tu również tropikalne lasy zalewowe (13 procent powierzchni parku) i sawanny.
Na terenie parku znajduje się 8 osad rdzennych mieszkańców z ludu Guayabera. 
Średnia roczna temperatura wynosi +27 °C.
Atrakcją turystyczną parku jest rzeka Caño Cristales, której wody są różnokolorowe ze względu na rosnące na jej dnie glony (czerwone, różowe i zielone) oraz kolorowe formacje skalne.

## Flora
W parku występuje duża ilość gatunków endemicznych. Są to m.in. takie gatunki jak Calymperes uleanum, Connarus perturbatus, Hirtella adenophora, Hirtella maguirei, Asplundia rhodea, Gustavia macarenensis, Inga macarenensis, Sterculia guapayensis, Sterculia macarenensis, Macarenia clavigera, Vellozia macarenensis, Piper echinovarium i Licania lasseri.
Rośnie tu też zagrożony wyginięciem (EN) Dacryodes colombiana, narażone na wyginięcie (VU) cedrzyk wonny i Bombacopsis quinata, a także m.in.: Cedrela tonduzii, Calophyllum lucidum, Centrolobium paraense, puchowiec pięciopręcikowy, Jacaranda copaia, Terminalia amazonica, Ficus insipida, Tabebuia serratifolia, kakaowiec właściwy, czerpnia gujańska, Caryodendron orinocense, Cassia moschata, Hieronyma alchorneoides i Cecropia peltata.

## Fauna
Z ssaków w parku żyje zagrożona wyginięciem (EN) arirania amazońska, narażone na wyginięcie (VU) pekari białobrody i titi ozdobny, a także m.in.: kapucynka czubata, wyjec rudy, kapibara wielka, paka nizinna, jaguar amerykański, puma płowa, ocelot wielki i jaguarundi amerykański.
Szacuje się, że w parku występuje 456 gatunków ptaków. Są to zagrożone wyginięciem (EN) kusaczka stokowa i epoletowiec kasztanowaty, narażona na wyginięcie (VU) ara zielona, a także m.in.: kusacz szaronogi, pasówka obrożna, łaziec kreskowany, zieleniec żółtopierśny, kardynałek czarnogardły, rudzianka krasnodzioba, piłodziób szerokodzioby, uszatka błotna, trogon maskowy, czubacz rdzawosterny, dzięcioł białowstęgi, strzyżyk nadrzeczny, muchotyranik rdzawogardły i gwizdodzierzba żółtobrewa.
Gady żyjące w parku to krytycznie zagrożony wyginięciem (CR) krokodyl orinokański, narażone na wyginięcie (VU) Podocnemis unifilis i żabuti leśny, a także m.in.: kajman Schneidera, kajman karłowaty i kajman okularowy.